# Vișinată
Vișinata este o băutură alcoolică preparată din vișine fermentate cu zahăr la care se adaugă alcool.

## Mod de fabricație
Ingredientele principale sunt vișinele, zahărul și alcoolul. Se pun vișinele într-un recipient de sticlă, se adaugă zahăr peste ele și se lasă să fermenteze la soare o perioadă variabilă de timp, în funcție de rețeta folosită (în general câteva zile). Apoi se toarnă deasupra alcool (alcool de 70°, votcă, țuică sau palincă). După o perioadă variabilă de timp se filtrează și se păstrează în sticle. Rețeta are numeroase variații în ceea ce privește cantitățile folosite și ingredientele secundare, în funcție de gusturi și preferințe.

## Caracteristici organoleptice

### Culoare
Roșie sau roz.

### Aromă
Este foarte aromată.

### Gust
Este o băutură alcoolică cu gust dulce, intens fructat, nuanțat de ingredientele secundare folosite (vanilie, rom, adaos de alte fructe, zmeură).